# Krypton
Krypton este o formație românească de rock/metal înființată în 1982 în București.

## Istorie
Proiectul Kripton a apărut inițial în formula: Eugen Mihăescu – chitară, Gabriel Golescu - chitară, Mihai Rotaru – baterie și George Lungu – chitară bas, formulă în care s-au înregistrat 4 piese pe compilatia”Rock vol 7” editată de Electrecord, însă data de naștere a actualului grup Krypton este toamna anului 1984, când Eugen Mihăescu și Dragos Docan – chitară bas, împreună cu Liviu Pop – baterie și Marius Voicu – solist vocal încep să repete la Clubul Facultății de Arhitectură (Club A) din București. 
Trupa are, în această perioadă, participari premiate la festivalurile rock importante ale momentului din București, Râmnicu Vâlcea, Craiova.
Între anii 1984 -1986 membrii Krypton au funcționat și sub titulatura Krypton Fort.
Spre deosebire de tendințele generale ale epocii, spre rock-ul progresiv, trupa KRYPTON propunea un stil nou – NEW WAVE ROCK – ridicând astfel ștacheta la standardele mondiale ale momentului.
Prospețimea stilului și creativitatea au adus trupa, în timp record, în preferințele publicului autohton.
Începând în forță cu concerte în licee, în mediile ștudențești și la festivaluri de profil, programul trupei a ajuns să includă numeroase concerte și turnee naționale, precum și o prezență constantă pe scena de la Cenaclul Flacăra. Piese ca “Timidul”, ”Cămașa păcii”, ”Fata Morgana”, ”Avertisment” sau “Furtuni, furtuni” ajung în top-urile autohtone, cea din urmă devenind chiar un “hit” al Cenaclului. Au loc aproximativ 30 de concerte cu Cenaclul Flacăra.
In acea perioada se intâmpla schimbări de componență: mai mulți clapari, cei mai importanti fiind Sorin Raicovescu și Adrian Fundescu, chitariștii Octavian Cimpoca și Cristi Sandu, dar și toboșari, printre care: Narcis Dumitrache, Radu Marinescu, Nicky Dinescu și soliști vocali, printre care: Ioan Luchian Mihalea, Sorina Moldvai.
Succesul trupei, prezența în presa scrisă, la radiouri și televiziuni dar și cererea tot mai mare din partea publicului au dus la înregistrarea unui prim album integral KRYPTON, respectiv “30 DE MINUTE” (1988, editat de Electrecord, compozitor Eugen Mihaescu), în componența: Dragos Docan – solist vocal, chitară bas, Eugen  Mihăescu – chitară, Cristi Sandu – chitară, Nicky Dinescu - baterie, colaborator Gabriel Basarabescu – claviaturi. De pe acest album se fac remarcate hiturile “Tatiana”, “Fetele cu ochii verzi” dar și "Treizeci de minute”, “Prietena mea” , ”Poveste cu un clovn”, “Ploaia”, “Ora târzie”.
În toamna lui 1988 alături de Eugen Mihăescu, Dragos Docan și Nicky Dinescu este cooptat Manuel Savu - chitară, în locul lui Cristi Sandu care pleacă la “Timpuri Noi”), iar la începutul lui 1989 locul lui Nicky Dinescu este luat de “Lapi” Răzvan Lupu.
În vara lui 1989 Eugen Mihăescu pleacă în Germania (la momentul respectiv cu titlul “definitiv”), Krypton activând la mare, în Eforie Sud în componența: Dragoș Docan – chitară bas, vocal, “Lapi” Răzvan Lupu - baterie, Manuel Savu - chitară, Cristina Andrei – vocal, Răzvan Filiu - claviaturi.
În toamna lui ’89 locul lui Răzvan Filiu este luat de Valentin Stoian, pentru o scurtă perioadă trupa având 2 clăpari, cel de-al doilea fiind Marian Ionescu (actualmente Directia 5). Tot în toamna lui ’89 apare în Krypton adus de Lapi, Gabriel Nicolau “Guriță”.
În perioada de vară-toamnă 1989 este definitivat materialul albumului “Fără Teamă” (1990, editat de Electrecord, compozitori Dragos Docan și Eugen Mihăescu) care este înregistrat în timpul desfășurării Revoluției, din decembrie 1989 până în ianuarie 1990, în componența: Dragos Docan – chitară bas, “Lapi” Răzvan Lupu – baterie, “Guriță” Gabriel Nicolau – solist vocal, Manuel Savu – chitară, Valentin Stoian – claviaturi, albumul marcând un succes fulminant pe piață. Piese ca “Fără Teamă”, “Cheamă-mă” , “Am crezut în ochii tăi”, devin rapid locul 1 în top-urile autohtone. Alte piese de succes “Capriciu” (cu varianta în engleză “Love forever”), “Sunt doar un nor”, “Nemuritori”.
Opera-rock „Lanțurile”(dublu album 1992, producator Tudor&Company, compozitori Eugen Mihăescu și Dragoș Docan).
În anul 1991 la sugestia lui Dan Rădulescu (în acel moment consilier pe probleme de cultură în guvernul Petre Roman) și a Grațielei Aninaru, se naște proiectul “Lanțurile”, inițial având ca scop direct concertul aniversar “1 an de la Revolutia din decembrie ’89, desfășurat în Piața Revoluției din capitala în formula Eugen Mihăescu (chitară, voce), Dragoș Docan (chitară bas, voce), "Lapi" Razvan Lupu (baterie) și Gabriel "Guriță" Nicolau (voce).
Cu sprijinul direct a lui Titus Andrei, primul material “Lanțurile” este înregistrat în studiourile  Radio România (inginer de sunet Ioan Gheorghe “Nilă”), colaboratori Ioan Luchian Mihalea și grupul “Song”, Cristian Ilie (solist “Voltaj”) și a actorului Răzvan Popa, spectacolul din Piața Revoluției din 1 decembrie 1990 având un succes de proporții. Au loc turnee în toată țara, Trupa Krypton devenind trupa de rock nr.1 a momentului.
În iarna care urmează, cu sprijinul lui Gheorghe Căpățână directorul Casei de Cultură a Sindicatelor din Constanța, este pus în scenă spectacolul “Lanțurile” în Constanța pe scena Casei de Cultură , după 6 luni de muncă asiduă, alături de 30 de tineri și o echipă profesionistă de coregrafi, instructori și actori, cu un puternic impact pe piața culturală a perioadei.În componența Krypton reapare Răzvan Filiu (claviaturi) care este înlocuit apoi din cauza unor probleme de sănătate, de Sorin Voinea.
Ulterior, cu ajutorul lui Nicky Constantinescu (managerul trupei) și a producătorilor Tudor&Company, materialul este refăcut, completat, adaptat și reînregistrat în studioul “Migas Real Compact” inginer de sunet Adrian Ordean, cu participarea actorului (Erou al Revoluției) Călin Nemes, alături de Ioan Luchian Mihalea (Song) și Cristian Ilie (Voltaj). Piese de succes de pe “Lanțurile”: “Fiara a murit”, “Poziția de drepți”, “Trecerea în neființă”, “Libertate”, “Măria Ta”, “Coșmarul”, “Mici și Mari”, “Iluzia și Panica”, “Să cerem aprobare”, “Glossa”, “Vine o vreme”.
Materialul prezintă o trupă matură din punct de vedere stilistic și conceptual, fiind, atunci dar și azi, considerat un album de referință în istoria rockului românesc.
Impactul considerabil al operei rock “Lanțurile” asupra publicului a consacrat trupa în această formulă și i-a asigurat permanent un loc în inimile rockerilor din toată țara.
Formația continuă să concerteze, aprecierea publicului pozitionând-o pe primele locuri în topul trupelor de gen.
În 1993 Eugen Mihăescu părăsește trupa și alege o carieră solo, la fel și Gabi "Guriță" Nicolau și Sorin Voinea în 1994.
Dragoș Docan și ”Lapi” Răzvan Lupu continuă să țină “stindardul Krypton ridicat” și concertează sub titulatura Krypton în diverse formule, în componența trupei activând: Nicu Damalan – chitara (ulterior “Direcția 5”), Romeo Dediu – chitară (ulterior “Holograf”), din nou Manuel Savu - chitară alături de Berti Barbera - solist vocal,  Cezar Zavate - chitara, Dan “Byron” – solist vocal și flaut, “Jojo”- chitară (ulterior “Vița de Vie”), Andy Nucă - chitară, Cristian Ilie (ex “Voltaj”) - solist vocal, Andrei Vlad “Motanu” (ulterior “Mihai Mărgineanu Band”), formula stabilizându-se în componența: Dragos Docan - chitară bas, “Lapi” Lupu Razvan – baterie, Catalin Tuta Popescu – claviaturi, George Pătrănoiu – chitara, Costi Sandu “Damigeană” – solist vocal, o formula de elita in care este lansat in 1998 albumul “Am dormit prea mult” (produs de Electrecord, compozitor Dragos Docan), ultimul album al “vechiului Krypton”, hit-uri: “Va fi randul tau” ( “Intr-o zi”, piesa preluata ulterior si de trupele “El Negro”, “Haiducii”. “Oxygen”), “Am dormit prea mult”, “Satul de tot si toate”, “Sunt vinovat” (preluata si de Aurelian Temisan), “Ziua Schimbarii”. “Cioara”, “Fara bani”, “Cantecul nebunului”, “Sunt foarte rau”.
In 1999, “vechiul Krypton” isi inceteaza activitatea, fiecare dintre membrii continuandu-si cariera muzicala indepenedent ca instrumentisti, compozitori, producatori muzicali sau manageri artistici.
În anul 2000 Eugen Mihăescu reinfiinteaza trupa avându-l ca solist vocal pe Răzvan Fodor.
Cu un alt stil ( în continuare în marea sferă a rockului) formația se reinventează și recucerește inimile fanilor. In componenta Eugen Mihaescu –chitara, Razvan Fodor –solist vocal, Stefan “Linda” Moisa, Narcis Nut-bas sunt lansate albumele “Comercial” (2001, producator Cat Music, compozitor Eugen Mihaescu), “Stresat de timp” (2003, producator Cat Music, compozitor Eugen Mihaescu), “Deasupra lumii” (2004, producator Cat Music, compozitor Eugen Mihaescu), avand ca piese de succes: “Iti mai aduci aminte”, “Cerceii tai”, “Am uitat cum arati”, “Am dansat cu norii”, “Vorbele tale”, “Inima mea”, “Lasa-mi speranta”, “Urme de parfum”. Urmeaza apoi albumul “Ma prefac in ploi” (2008, producator A&A Records, compozitor Eugen Mihaescu), in componenta: Eugen Mihaescu-chitara, Catalin Fotin-bas, Tony Seicarescu-solist vocal, Putingher “Pitzi” Catalin-baterie, piese de succes: “Ma prefac in ploi”, “Imaginea ta”, “Ai ceva in plus”, “Joc in doi”, “Viata nu e un vis”.
Trupa se bucură de un real succes iar reacția pozitivă, atât din public, cât și din mass-media, repune trupa în topurile naționale. Au urmat multe concerte și turnee naționale si internationale ( Canada, Franta, Belgia, Luxemburg) susținute tot timpul de mass-media și de aplauzele publicului din țara si din diaspora.
2012- Krypton Reunion/ 2014 “Formula de Aur” Krypton:
Aflată în permanentă schimbare, privind spre noi orizonturi, trupa KRYPTON a continuat să experimenteze, trecând prin mai multe stiluri musicale.
La initiativa lui Eugen Mihaescu, in 10 mai 2012, trupa KRYPTON anunță revenirea în activitate a vechilor prieteni, singurul absent din “formula de aur” fiind Dragos Docan, in locul sau performand la chitara bas Catalin Fotin.
In 2013 se naste proiectul Krypton Unplugged, o formula restransa a “Krypton”-ului mare, respectiv: Eugen Mihaescu, “Gurita” Gabi Nicolau, colaboratoare la viola Teodora Dragomirescu, tot in 2013 in luna mai fiind lansat albumul acestora “O parte din noi”, proiectul unplugged incetandu-si activitatea pe 31 decembrie 2013, aproximativ in acelasi timp cu revenirea in Krypton a basistului si compozitorului Dragos Docan, trupa Krypton revenind astfel la “Formula de Aur”.
In primavara lui 2014 este lansat single-ul "Supravietuitor" in noua (si in acelasi timp vechea) componenta Krypton, iar la scurt timp este lansat si videoclipul piesei produs de Attitude Music.
In martie 2015 este inregistrata piesa "Rau sau Bun" (Lasa-ma sa spun), videoclipul fiind produs de Eugen Mihaescu, lansarea oficiala a single-ului fiind preconizata in cadrul spectacolului "Legendele Rock-ului" (17 aprilie 2015 Sala Polivalentă București) spectacol unde Krypton va performa alaturi de Kempes, Celelalte Cuvine, Directia 5 si  Pasarea Colibri, producator Niki Constantinescu ( vechiul manager al trupei Krypton din perioada "Fara Teama", "Lanturile" si "Am dormit prea mult".
În primăvara 2019 coapteaza la voce pe Aurel Dincă din Brașov(Afganu) timp de 4ani; astfel încât împreună au lucrat la noul album "Vremuri Gri" lansat în 2023 un material conceptual despre diferite nuanțe ale vieții, cu invitați precum Petre Magdin și Nelu Serghei. Albumul este lansat pe piață în toamnă. Formula se schimbă nou, astfel că în 2023 aceasta este: Eugen Mihăescu (chitară), Dragoș Moldovan (solist vocal, câștigator al trofeului Vocea României în 2019), Claudiu Macarie (baterie) și Humberto Miquillena (bas).

## Discografie
| Denumire album              | Anul apariției | Suport                             | Casă de discuri               | Lista pieselor | Componența formației |
| --------------------------- | -------------- | ---------------------------------- | ----------------------------- | --- | --- |
| Formații rock 7 1           | 1984           | disc de vinil                      | Electrecord                   | „Timidul”; „Cămașa păcii”; „Avertisment”; „Fata morgana”. | Eugen Mihăescu (chitară solo, vocal); Gabriel Golescu (chitară, voce de fundal); George Lungu (bas); Mihai Rotaru (baterie). |
| 30 minute                   | 1988           | disc de vinil                      | Electrecord                   | „Prietena mea”; „Treizeci de minute”; „Ploaia”; „Adeseori”; „Fetele cu ochii verzi”; „Poveste cu un clown”; „Tatiana”; „Oră târzie”. | Dragoș Docan (vocal, bas); Eugen Mihăescu (chitară, claviaturi, voce de fundal); Cristi Sandu (chitară, voce de fundal); Nicky Dinescu (baterie). Colaborator: Gabriel Basarabescu (claviaturi). |
| Fără teamă                  | 1990           | disc de vinil, casetă audio        | Electrecord                   | „Nemuritori”; „Încearcă să crezi”; „Sunt doar un nor”; „Cheamă-mă”; „Capriciu 4”; „Am crezut în ochii tăi”; „Inimă de fată”; „Fără teamă”. | Gabriel Nicolau „Guriță” (vocal); Dragoș Docan (chitară bas, voce de fundal); Manuel Savu (chitară); Răzvan Lupu „Lapi” (baterie, voce de fundal); Valentin Stoian (claviaturi). |
| Lanțurile 2                 | 1992           | dublu disc de vinil, casetă audio  | Migas Real Compact & Eurostar | Introducere; „Lanțurile”; „Glossa”; „Să cerem aprobare”; „Adevărul”; „Azi în mine fiara a murit”; „Măria-Ta”; „Coșmarul”; „Iluzia și panica”; „Libertate”; „Trecerea în neființă”; „Mici și mari”; „În noapte, undeva”; „Poziția de drepți”; Instrumental; „Vine o vreme”; Instrumental; Epilog instrumental. | Gabriel Nicolau „Guriță” (vocal); Eugen Mihăescu (chitară, voce de fundal); Dragoș Docan (bas, voce de fundal); Răzvan Lupu „Lapi” (baterie, voce de fundal); Sorin Voinea (claviaturi, programare, voce de fundal). Colaboratori: Ioan Luchian Mihalea și corul Song; Cristian Ilie (vocal); actorul Călin Nemeș; copilul Radu Rogoz. |
| Am dormit prea mult         | 1998           | compact disc, casetă audio         | Electrecord                   | „Feciori de lele”; „Foarte rău”; „Va fi rândul tău”; „Nu mă bate, măi bărbate”; „Cântecul nebunului”; „Am dormit prea mult”; „Cioara”; „Vinovat”; „Sătul de tot și toate”; „Fără bani”; „Cântic haiducesc”; „Să bem, să bem, să bem!”; „Gangsta'”; „Ziua schimbării”. | Sandu Costică „Damigeană” (vocal); Dragoș Docan (chitară bas, voce de fundal); George Pătrănoiu (chitară, chitară acustică); Răzvan Lupu „Lapi” (baterie, voce de fundal); Cătălin „Tuță” Popescu (claviaturi, programare, voce de fundal).                                                                                            |
| Comercial                   | 2001           | compact disc, casetă audio         | Transglobal Music EMI România | „Ieri - azi - mâine”; „Inima mea”; „Fetele cu ochii verzi”; „Din cauza ta”; „Să nu mă cerți”; „Spune-mi cu ce-am greșit”; „Îți mai aduci aminte”; „Furtuna din pahar”; „Am uitat cum arăți”; „O zi, o noapte”. Material bonus: videoclip „Inima mea”; videoclip „Îți mai aduci aminte”; galerie foto. | Răzvan Fodor (vocal); Eugen Mihăescu (chitară, claviaturi, voce de fundal); Marcis Nut (bas, voce de fundal); Ștefan „Linda” Moisă (baterie). |
| Stresat de timp             | 2002           | compact disc, casetă audio         | Transglobal Music EMI România | „Cerceii tăi”; „Fără răspuns”; „Rebel”; „Fata de la autostop”; „Am uitat cum arăți” (unplugged); „Am dansat cu norii”; „Vorbele tale”; „Ești o tipă bine”; „Stresat de timp”; „Ce vrăji mi-ai făcut?”. | Răzvan Fodor (vocal); Eugen Mihăescu (chitară, claviaturi, voce de fundal); Marcis Nut (bas, voce de fundal); Ștefan „Linda” Moisă (baterie). |
| Deasupra lumii              | 2004           | compact disc, casetă audio         | Cat Music & Media Services    | „Cea mai dulce”; „Lasă-mi speranța”; „Lasă-mă să-ți spun”; „Urme de parfum”; „Lumea noastră”; „Final de vis”; „Undeva...”; „Lasă-mi speranța” (Activ vs. Voltart & Dax remix); „Furtună în sufletul meu”; „Îți mai aduci aminte” (Cretzu's remix). | Răzvan Fodor (vocal); Eugen Mihăescu (chitară, claviaturi, voce de fundal); Marcis Nut (bas, voce de fundal); Ștefan „Linda” Moisă (baterie). Colaboratoare: Sorina, Roxana, Aida (voce de fundal). |
| Mă prefac în ploi           | 2007           | compact disc, MP3 digital download | A&A Records                   | „Viața nu e un vis”; „Ai ceva în plus”; „Joc în doi”; „Poziția de drepți” (remix); „Spion sentimental”; „Încearcă să crezi” (remix); „Imaginea ta”; „Daruri din cer”; „O mie de ani”; „Mă prefac în ploi”. Material bonus: videoclip „Mă prefac în ploi”. | Tony Șeicărescu (vocal); Eugen Mihăescu (chitară, claviaturi, voce de fundal); Cătălin Fotin (bas, voce de fundal); Cătălin Putingher „Pitzi” (baterie). |
| O parte din noi – Unplugged | 2013           | compact disc                       | EL-Ra Consult                 | „Fără teamă”; „Încearcă să crezi”; „Poziția de drepți”; „Va fi rândul tău”; „Sunt doar un nor”; „Am crezut în ochii tăi”; „Cheamă-mă”; „Eu mă duc la cununie”; „Îți mai aduci aminte”; „Mă prefac în ploi”; „Vorbele tale”; „Am uitat cum arăți”. | Gabriel Nicolau „Guriță” (vocal); Eugen Mihăescu (chitară acustică, claviaturi, programare, voce de fundal); Teodora Dragomirescu (violă, voce de fundal). |
| Vremuri gri                 | 2022           | compact disc, disc de vinil        | Universal Music România       | „Ceasul vieții”; „Recitativ – Boala asta de sfârșit de veac”; „Vremuri gri”; „Recitativ – Albastru I”; „Captiv între pereți”; „Pleacă, nu mai sta”; „Recitativ – Cine sunt eu...?”; „Cine sunt eu...?”; „Recitativ – Iartă-mă, Doamne”; „Iartă-mă”; „Recitativ – E o modă la noi”; „E o modă la noi”; „Recitativ – Albastru II”; „Mă predau”; „Recitativ – Dimineață permanentă”; „Obsesia”; „Recitativ – Păcate și ispite”; „Păcate și ispite”. | Aurel Dincă „Afganu” (vocal); Eugen Mihăescu (chitară solo, chitară acustică, claviaturi, pian, programare, voce de fundal); Claudiu Macarie (baterie). Colaboratori: Humberto Miquillena (bas); actorii Flaviu Crișan, Nelu Serghei, Dorin Andone, George Mihăiță, Zoltan Octavian Butuc; realizatorul TV Petre Magdin.               |